# Raumisme
 (mai 2021).
Si vous disposez d'ouvrages ou d'articles de référence ou si vous connaissez des sites web de qualité traitant du thème abordé ici, merci de compléter l'article en donnant les références utiles à sa vérifiabilité et en les liant à la section « Notes et références ».
Le raumisme (espéranto : Raŭmismo) est un courant espérantiste apparu dans les années 1980 avec le Manifeste de Rauma (Manifesto de Raŭmo), écrit au 36e Congrès International de la Jeunesse (qui eut lieu à Rauma en Finlande), qui critiquait les objectifs des mouvements espérantistes traditionnels et définissait la communauté espérantiste comme « une diaspora linguistique minoritaire et sans État », basée sur la liberté d'association.